# Ismail I av Granada
Ismail I av Granada, död 1325, var sultan av Granada 1314-1325.
Han hade ett flertal konkubiner, bland dem Alwa, en kristen konkubin (rūmiyya), som blev mor till Muhammad IV av Granada och var Ismails favorit tills hon begick en "kriminell handling" på grund av sitt koketteri; hon levde ännu när hennes son besteg tronen.